# Định lý kẹp
Trong Giải tích, Định lý kẹp là một định lý liên quan đến giới hạn của hàm số.
Định lý kẹp là một công cụ mang tính kĩ thuật thường dùng trong các phép chứng minh của giải tích. Ứng dụng đặc thù của định lý này là để tìm giới hạn của một hàm số bằng cách so sánh nó với hai hàm số khác có giới hạn đã biết hoặc dễ tính. Nó được dùng đầu tiên trong hình học bởi các nhà toán học Archimedes và Eudoxus khi các ông tìm cách tính số π, và được Gauss chính xác hóa dưới dạng ký hiệu như ngày nay.

## Phát biểu
Định lý kẹp được phát biểu như sau.

Gọi I là một khoảng chứa giới hạn a. Gọi f, g, và h là các hàm số xác định trên I, có thể không xác định tại a. Giả sử với mọi x thuộc I mà khác a, ta có:
{\displaystyle g(x)\leq f(x)\leq h(x)\,}
và giả sử thêm:
{\displaystyle \lim _{x\to a}g(x)=\lim _{x\to a}h(x)=L.\,}
Khi đó {\displaystyle \lim _{x\to a}f(x)=L.}

- Các hàm số g(x) và h(x) được gọi là chặn dưới và chặn trên tương ứng của f(x).
- Ở đây a không cần thiết phải thuộc về miền trong của I. Thêm vào đó, nếu a là một đầu mút của I thì các giới hạn trên sẽ là giới hạn bên trái hoặc bên phải.
- Mệnh đề tương tự cũng đúng cho các khoảng vô hạn: ví dụ, nếu I = (0, ∞) thì kết luận trên vẫn đúng trong trường hợp lấy giới hạn khi x → ∞.

Chứng minh. Từ các giả thiết nói trên, lấy giới hạn dưới và giới hạn trên:
{\displaystyle L=\lim _{x\to a}g(x)\leq \liminf _{x\to a}f(x)\leq \limsup _{x\to a}f(x)\leq \lim _{x\to a}h(x)=L,}
vì thế các bất đẳng thức đều trở thành đẳng thức và ta có điều phải chứng minh.

## Các ví dụ

### Ví dụ 1
Giới hạn
{\displaystyle \lim _{x\to 0}x^{2}\sin({\tfrac {1}{x}})}
không thể tính được theo quy tắc
{\displaystyle \lim _{x\to a}(f(x)\cdot g(x))=\lim _{x\to a}f(x)\cdot \lim _{x\to a}g(x),}
bởi vì
{\displaystyle \lim _{x\to 0}\sin({\tfrac {1}{x}})}
không tồn tại.

Hàm số x^{2} sin(1/x)

Tuy nhiên, theo định nghĩa hàm số sin,
{\displaystyle -1\leq \sin({\tfrac {1}{x}})\leq 1.\,}
Từ đó
{\displaystyle -x^{2}\leq x^{2}\sin({\tfrac {1}{x}})\leq x^{2}\,}
Vì {\displaystyle \lim _{x\to 0}(-x^{2})=\lim _{x\to 0}x^{2}=0}, nên theo định lý kẹp, {\displaystyle \lim _{x\to 0}x^{2}\sin({\tfrac {1}{x}})} phải bằng 0.

### Ví dụ 2
Chắc hẳn ví dụ nổi tiếng nhất của việc tìm giới hạn bằng định lý kẹp là chứng minh của các đẳng thức:
{\displaystyle {\begin{aligned}&\lim _{x\to 0}{\frac {\sin x}{x}}=1,\\[10pt]&\lim _{x\to 0}{\frac {1-\cos x}{x}}=0.\end{aligned}}}
Đẳng thức đầu có được từ định lý kẹp qua bất đẳng thức
{\displaystyle \cos x<{\frac {\sin x}{x}}<1}
với x đủ gần 0, nhưng khác 0.
Hai giới hạn này được sử dụng để chứng minh đạo hàm của hàm số sin là hàm số cosin.

### Ví dụ 3
Có thể chỉ ra rằng
{\displaystyle {\frac {d}{d\theta }}\tan \theta =\sec ^{2}\theta }
bằng định lý kẹp như sau.

Như trên hình vẽ, diện tích của hình quạt nhỏ trong hai hình quạt được đánh dấu là
{\displaystyle {\frac {\sec ^{2}\theta \,\Delta \theta }{2}},}
Tương tự, diện tích của hình quạt lớn bằng
{\displaystyle {\frac {\sec ^{2}(\theta +\Delta \theta )\,\Delta \theta }{2}}.}
Kẹp giữa hai hình quạt trên là một tam giác có đáy là đoạn thẳng nối hai điểm tô đậm và có chiều cao bằng 1. Diện tích tam giác đó bằng
{\displaystyle {\frac {\tan(\theta +\Delta \theta )-\tan(\theta )}{2}}.}
Từ bất đẳng thức
{\displaystyle {\frac {\sec ^{2}\theta \,\Delta \theta }{2}}\leq {\frac {\tan(\theta +\Delta \theta )-\tan(\theta )}{2}}\leq {\frac {\sec ^{2}(\theta +\Delta \theta )\,\Delta \theta }{2}}}
ta suy ra
{\displaystyle \sec ^{2}\theta \leq {\frac {\tan(\theta +\Delta \theta )-\tan(\theta )}{\Delta \theta }}\leq \sec ^{2}(\theta +\Delta \theta ),}
khi  Δθ > 0, và các bất đẳng thức đổi chiều nếu  Δθ < 0. Vì biểu thức thứ nhất và thứ ba tiến đến sec2θ khi Δθ → 0, còn biểu thức ở giữa tiến đến (d/dθ) tan θ, chứng minh hoàn tất.

## Chứng minh định lý
Ý tưởng chủ yếu của chứng minh là "hiệu tương đối" giữa các hàm số f, g, và h. Nó đưa chặn dưới về 0 và các hàm số đều không âm. Điều này làm chứng minh đơn giản hơn rất nhiều. Trường hợp tổng quát chỉ cần một chút biến đổi đại số.
Để bắt đầu, giả sử tất cả các giả thiết và ký hiệu đều giống như đã nói ở phần phát biểu ở trên. Trước hết, ta xét trường hợp đơn giản g(x) = 0 với mọi x và L = 0. Trong trường hợp này:
{\displaystyle \lim _{x\to a}h(x)=0.}
Gọi ε > 0 là một số dương cố định. Theo định nghĩa giới hạn hàm số, tồn tại số δ > 0 sao cho:
{\displaystyle {\text{nếu }}0<|x-a|<\delta ,{\text{ thì }}|h(x)|<\varepsilon .}
Với mọi x thuộc khoảng I mà khác a
{\displaystyle 0=g(x)\leq f(x)\leq h(x)}
vì thế:
{\displaystyle |f(x)|\leq |h(x)|.}
Ta suy ra:
{\displaystyle {\text{nếu }}0<|x-a|<\delta ,{\text{ thì }}|f(x)|\leq |h(x)|<\varepsilon .}
Điều này chứng minh rằng:
{\displaystyle \lim _{x\to a}f(x)=0=L.}
Chứng minh cho trường hợp đơn giản đã hoàn tất. Ta sẽ chứng minh kết quả tổng quát với g và L bất kì. Với mọi x thuộc I mà khác a, ta có:
{\displaystyle h(x)\leq f(x)\leq g(x).}
Bớt g(x) ở mỗi biểu thức:
{\displaystyle 0\leq f(x)-g(x)\leq h(x)-g(x).}
Khi {\displaystyle x\rightarrow a,\,h(x)\rightarrow L} và {\displaystyle g(x)\rightarrow L}, vì thế:
{\displaystyle h(x)-g(x)\rightarrow L-L=0.}
Theo trường hợp đơn giản, {\displaystyle f(x)-g(x)\rightarrow 0.} Ta kết luận được:
{\displaystyle f(x)=(f(x)-g(x))+g(x)\rightarrow 0+L=L.}